# Baldrs Draumar
Baldrs Draumar is een friese
folkmetalband uit Dokkum. De teksten van Baldrs Draumar gaan over het oude Friesland en de Noordse mythologie. De band is vernoemd naar de Noorse god Baldr, de zoon van de oppergod Weda. Alle albums zijn uitgebracht in eigen beheer. In 2019 brachten ze hun vierde album Magnus uit samen met een stripboek, getekend door cartoonist Skelte Siweris Braaksma.

## Albums

### Studio-albums
- Forfedres fortellinger, 2011
- Aldgillissoan, 2015
- Fan Fryslâns ferline, 2017
- Magnus, 2019
- Njord, 2022

## Trivia
Drummer Aant Jelle Soepboer was sinds 2022 wethouder in de gemeente Noardeast-Fryslân. Op 6 december 2023 werd hij lid van de Tweede Kamer, in de fractie Nieuw Sociaal Contract.